# 岡山東郵便局
岡山東郵便局（おかやまひがしゆうびんきょく）は、岡山県岡山市中区にある郵便局。民営化前の分類では集配普通郵便局であった。

## 概要
- 住所：岡山県岡山市中区原尾島4-1-13

### 分室
現在はなし。過去に存在した分室は以下のとおり。
- 岡山県庁内分室 (54414A)（北緯34度39分42.2秒 東経133度56分6.1秒 / 北緯34.661722度 東経133.935028度） - 岡山県庁舎内に設置。郵便関連業務のみ取り扱う。2013年（平成25年）4月に岡山中央郵便局岡山県庁内分室 (54001E) として親局の変更が行われた。
- 岡山市役所内分室 (54414B)（北緯34度39分18.7秒 東経133度55分11.1秒 / 北緯34.655194度 東経133.919750度） - 2012年（平成24年）に廃止。
- 天満屋内分室 (54414C)（北緯34度39分42.5秒 東経133度55分44.1秒 / 北緯34.661806度 東経133.928917度） - 天満屋岡山本店6階に設置。郵便関連業務のみ取り扱う。2013年（平成25年）4月に岡山中央郵便局天満屋内分室 (54001F) として親局の変更が行われた。

### 出張所（局外ATM）
民営化前は以下の場所に出張所としてATMを設置していた。現在も同じ場所にATMがあるが、管理はゆうちょ銀行広島支店となっている。
- 天満屋ハピータウン原尾島内出張所

## 沿革
- 1974年（昭和49年）2月4日 - 岡山東郵便局として、岡山市原尾島に開局。同日、岡山中央郵便局から集配業務の一部（旭川以東）と、長岡郵便局[1]から集配業務全部を移管[2]。
- 1998年（平成10年）9月1日 - 外国通貨の両替および旅行小切手の売買に関する業務取扱を開始。
- 2007年（平成19年）
  - 7月30日 - 岡山中央郵便局の天満屋内臨時出張所（ポスタルショップ桃太郎）および同局の岡山市役所内臨時出張所（岡山市役所内ポスタルショップ）を当局の分室へ変更。また、岡山中央郵便局の県庁内分室を岡山県庁内分室として当局の所属に変更[3]。
  - 10月1日 - 民営化に伴い、併設された郵便事業岡山東支店に一部業務を移管。
- 2012年（平成24年）
  - 3月31日 - 岡山市役所内分室を廃止[4]。
  - 4月1日 - 天満屋内分室において郵便のみの取扱業務変更[4]
  - 4月2日 - 岡山県庁内分室において郵便のみの取扱業務変更[4]
  - 10月1日 - 日本郵便株式会社の発足に伴い、郵便事業岡山東支店を岡山東郵便局に統合。
- 2013年（平成25年）4月1日 - 岡山県庁内分室・天満屋内分室を岡山中央郵便局の分室へ変更[5][6]。

## 取扱内容
- 郵便、印紙、ゆうパック、内容証明
- 貯金、為替、振替、振込、国際送金、外貨両替・トラベラーズチェック、国債、投資信託
- 生命保険、バイク自賠責保険、自動車保険、変額年金保険
- ゆうちょ銀行ATM
- 岡山市中区、北区、東区内の一部地域（〒703-82xx、703-85xx、703-86xx、703-87xx）の集配業務
- ゆうゆう窓口

## 周辺
- 後楽園
- 岡山県立岡山盲学校
- 天満屋ハピータウン原尾島店

## アクセス
- 岡山電気軌道東山本線 中納言停留所から徒歩約24分
- 岡電バス、宇野バス 原東停留所下車
- 山陽自動車道 岡山ICから南東へ約7km
- 国道250号（旧国道2号）沿い
- 駐車場あり：16台